# Prembun (Prembun)
Prembun is een bestuurslaag in het regentschap Kebumen van de provincie Midden-Java, Indonesië. Prembun telt 3711 inwoners (volkstelling 2010).